# Nul-A-trilogie
De wereld van Nul-A, ook wel De wereld van Ā, is een sciencefictionroman van A.E. van Vogt. Het verhaal werd voor het eerst gepubliceerd in drie delen als Null-A-trilogy (The World of Null-A, The Players of Null-A en Null-A Three) in het Amerikaanse sciencefictiontijdschrift Analog Science Fiction and Fact tussen 1945 en 1948. Het eerste deel, van 1945, wordt door kenners als het beste beschouwd.
De Nul-A-trilogie is gebaseerd op de algemene semantiek van Alfred Korzybski en is zo bijzonder omdat Van Vogt hierin een wereld beschrijft waarin niet volgens de ons bekende tweewaardige of klassieke logica van Aristoteles wordt gedacht, maar volgens een meerwaardige logica, welke is ontwikkeld door Jan Łukasiewicz en Nicolai A. Vasiliev, omschreven als niet-aristoteliaans.

## Verhaal
In het jaar 2560 is de aarde de wereld van Nul-A. Nul-A is een manier van logisch denken die het leven gaat beheersen en die langzaamaan onmisbaar wordt.
In 2560 komt Gilbert Gosseyn naar de stad van de grote Spelmachine om zich samen met duizenden anderen te laten testen. Nu moet blijken of hij voldoende geoefend is in Nul-A. Tot zijn verbijstering merkt Gosseyn daar dat hij Gosseyn niet is, dat zijn herinneringen vals zijn, en nog verbijsterender: eenmaal uitgestoten door de andere kandidaten wordt hij gedood, maar komt hij weer tot leven.
Later ontdekt Gosseyn dat hij een pion is in een kosmisch complot om Nul-A te vernietigen. Hij reist de hele Melkweg door om uit te vinden wat de bedreiging is en komt erachter dat Nul-A niet eens zo kwetsbaar is als het lijkt.